# William Howard (basket-ball)
Pour les articles homonymes, voir William Howard et Howard.
William Howard, né le 25 octobre 1993 à Montbrison dans la Loire, est un joueur international français de basket-ball. Il occupe les postes d'ailier et d'ailier fort.

## Biographie

### Débuts dans le basket-ball
Il commence le basket-ball à Montbrison puis à Roanne.
Entre 2009 et 2011, il joue au Centre fédéral.
Entre 2011 et 2012, il passe un an à la New Hope Academy de Landover Hills.

### Gravelines-Dunkerque (2012-2015)
En juin 2012, alors qu'il préparait son entrée à l'université de Washington, il doit rentrer en France car il est inéligible pour la NCAA à cause d'un faible score à un examen d'anglais. Un mois plus tard, il signe à Gravelines-Dunkerque.
Le 25 juin 2014, il est prolongé de deux ans par Gravelines-Dunkerque. Le 12 juillet 2014, il est prêté à Denain en Pro B.

### Hyères Toulon (2015-2017)
Entre le 20 et 25 juin 2015, il participe à un stage à Vichy avec l'équipe de France A'.
Le 25 juin 2015, il rejoint Hyères-Toulon.

### Limoges CSP (2017-2019)
Le 13 mai 2017, William signe au Limoges CSP où il rejoint son coach Kyle Milling. Le 15 juin 2018, il prolonge son contrat avec Limoges. 

### Jazz de l'Utah/Stars de Salt Lake City (2019)
Le 7 juin 2019, il est invité à un mini-camp par le Jazz de l'Utah. Le 15 juillet 2019, il est invité par le Jazz de l'Utah au training camp de la saison suivante. Le 17 juillet, il signe un contrat avec la franchise américaine sans que cela ne lui garantisse une place dans l'effectif pour la saison 2019-2020. Le 21 octobre 2019, à l'approche du début de la saison NBA 2019-2020, il n'est pas conservé dans l'effectif du Jazz.
Le 28 octobre 2019, il rejoint les Stars de Salt Lake City, l'équipe de G-League affiliée au Jazz de l'Utah.

### Rockets de Houston (2019-2020)
Le 27 décembre 2019, il signe un contrat two-way avec les Rockets de Houston. Il joue durant 2 matches de saison régulière en février 2020.

### ASVEL Lyon-Villeurbanne (2020-2022)
Le 6 juillet 2020, il est annoncé qu'à la fin de la saison NBA, il rejoindra l'ASVEL pour y jouer l'EuroLigue. Howard signe un contrat de deux ans avec l'ASVEL.

### Changements fréquents (depuis 2022)
En juillet 2022, Howard s'engage pour la saison 2022-2023 avec la Joventut Badalona, club de première division espagnole,. Il joue 1 match de championnat avec la Joventut.
Il joue ensuite 11 rencontres avec Le Mans Sarthe Basket lors de la saison 2023-2024, puis 5 matches avec le Bàsquet Girona, en championnat d'Espagne au début de la saison 2024-2025. Howard s'engage en janvier 2025 avec Nanterre 92 en championnat de France jusqu'à la fin de la saison 2024-2025.

## Palmarès

### En club
- Vice-Champion de France cadets : 2012
- Championnat de France espoirs : 2014
- Trophée Coupe de France séniors masculins : 2013, 2014
- Vainqueur du Trophée du futur : 2014
- Vainqueur de la Coupe de France 2020-2021 avec l'ASVEL Lyon-Villeurbanne
- Champion de France 2020-2021 et 2021-2022 avec l'ASVEL

### Distinction personnelle
- MVP du Trophée du futur : 2014

## Vie privée
Il est le fils de Skip Howard, lui aussi basketteur professionnel.